# Hohe Wand
Hohe Wand je rozlehlá stolová hora nacházející se v Rakousku nedaleko Vídně. Je součástí Gutensteinských Alp a jejím nejvyšším bodem je zalesněný vrchol Plackles (1132 m), na němž je umístěn vysoký vysílač. Oblast nese statut přírodního parku (Naturpark Hohe Wand).

## Poloha

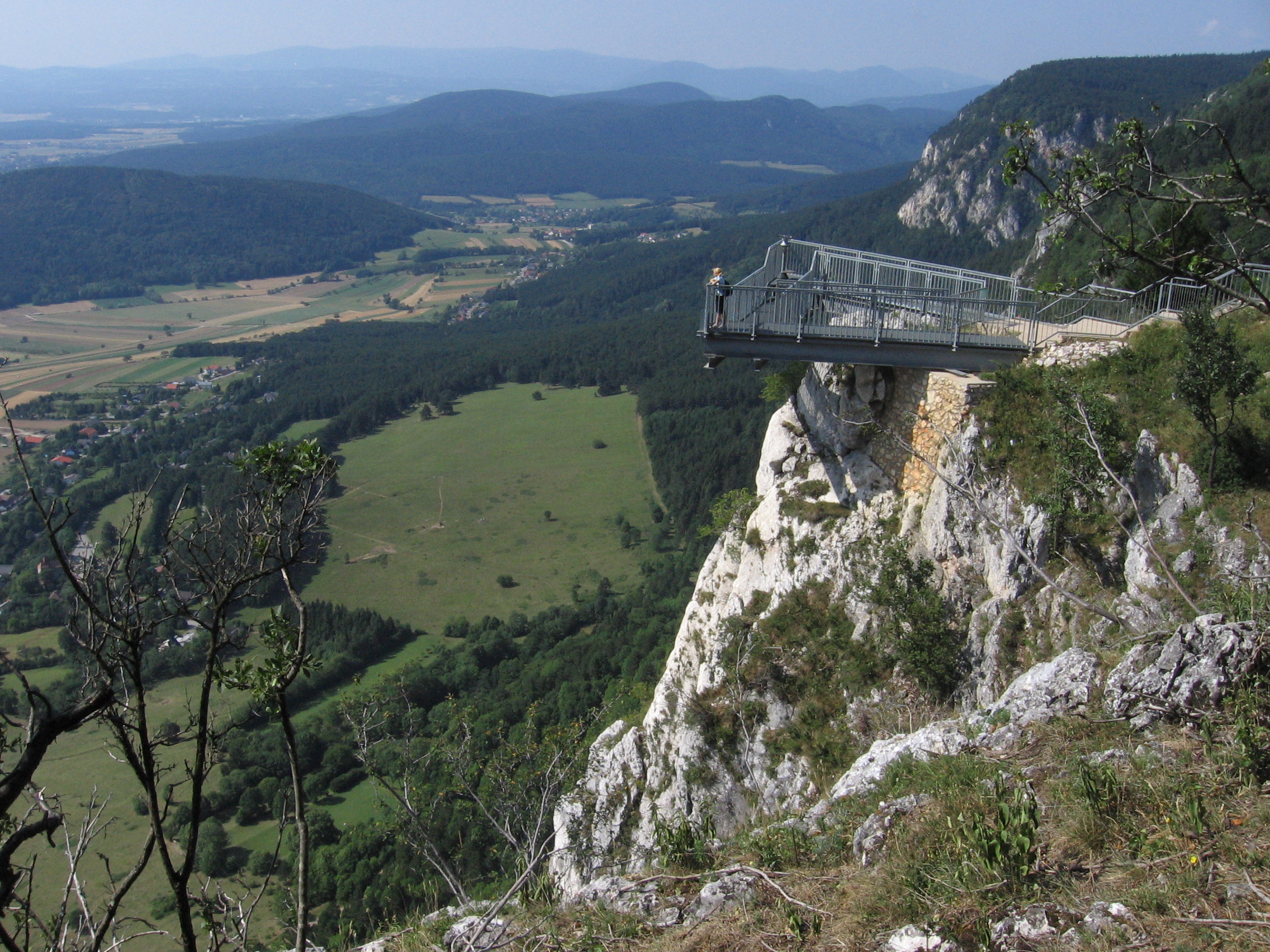
Vrchol Sonnenuhrwand s vyhlídkovou terasou Skywalk

Masiv Hohe Wand se nachází zhruba 50 km jihozápadně od Vídně a přibližně 10 km západně od města Wiener Neustadt. Ze severu je ohraničen dolinou Piestingtal a jižní hranici tvoří spojnice obcí Puchberg am Schneeberg - Willendorf. Západní hranici tvoří silnice stoupající do sedla Grünbacher sattel, která pohoří odděluje od sousedního celku Dürre Wand. Východní ohraničení masivu je potom jednoznačné, protože zde prudce klesá do roviny u měst Zweiersdorf, Stollhof a Maiersdorf.

## Charakteristika
Pohoří nese charakteristiku nevysoké náhorní plošiny která spadá po svém obvodu (zejména na jihu a jihovýchodě) takřka kolmými až 150 metrů vysokými stěnami. Je tvořeno vápencem a její severní svahy jsou bohatě zalesněné.

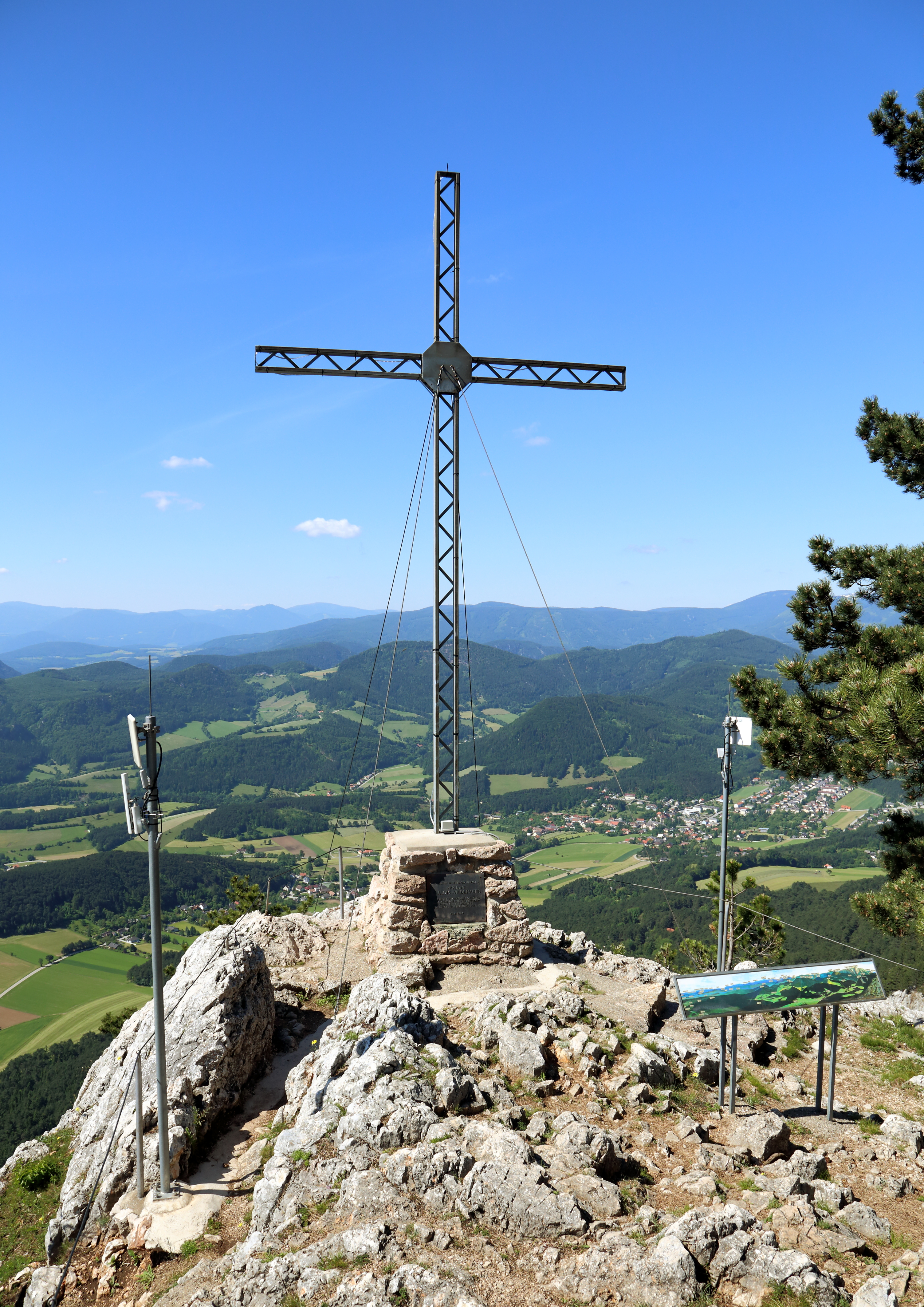
Grosse Kanzel, Wildenauer-Gedenkkreuz

Kromě nejvyššího vrcholu Plackles (1132 m) má masiv Hohe Wand i několik vedlejších vrcholů, mj. Bromberg (1078 m), Grosse Kanzel (1052 m) a Hausstein (1023 m).

## Sportovní využití

### Turistika
Pohoří je díky svému charakteru kolmých stěn často navštěvováno horolezci a turisty. Nalézá se zde mnoho tzv. zajištěných cest (HTL Steig, Blutspur, Ganghofersteig, Hanselsteig, Wildenauersteig atd.). Až do nejvyšších poloh stoupá placená horská silnice a masiv je doslova protkán značenými turistickými stezkami různých obtížností. Na severu se nacházejí dvě atraktivní soutěsky Kleine a Grosse Klause. V horách stojí celá řada chat, je zde i malá zoologická zahrada. Zhruba uprostřed jihovýchodní stěny nad útvarem Sonnenuhrwand se nalézá vyhlídková visutá terasa Skywalk.

### Horolezectví
Strmé až kolmé jižní a jihovýchodní stěny poskytují obrovské množství výstupů všech obtížností, od zajištěných cest, přes klasické horolezecké výstupy až po extrémní sportovní výstupy. O horolezecké objevování Hohe Wandu se zasloužil zejména začátkem 20. století Dr. Alois Wildenauer, rozvoj oblasti pokračuje nadále, stále vznikají nové horolezecké trasy. Vzhledem je své jižní expozici je nejvhodnější doba k návštěvě jaro a podzim, lézt se dá i v mírné zimě. V letním období je zde horko. Většina horolezeckých cest je zde odjištěna trvale zavrtanými nýty, některé klasické cesty vyžadují mít s sebou vlastní jisticí prostředky. Takové cesty jsou v průvodci jasně označeny. Vzhledem k menší délce horolezeckých cest se tato oblast hodí k získávání prvních zkušeností z velehor. Zdatnější lezci zde mohou stihnout i dvě cesty za den.

### Paragliding
Hohe Wand je také rájem paraglidistů. Na náhorní plošině je několik oficiálních startovacích míst vybavených větrným pytlem, například u Grosse Kanzel, poblíž Skywalku nebo hostince Almfrieden. Přistávací plochou jsou louky pod Sonnenuhrwand, kde je také nástěnka s informacemi pro padáčkáře.

## Ubytování

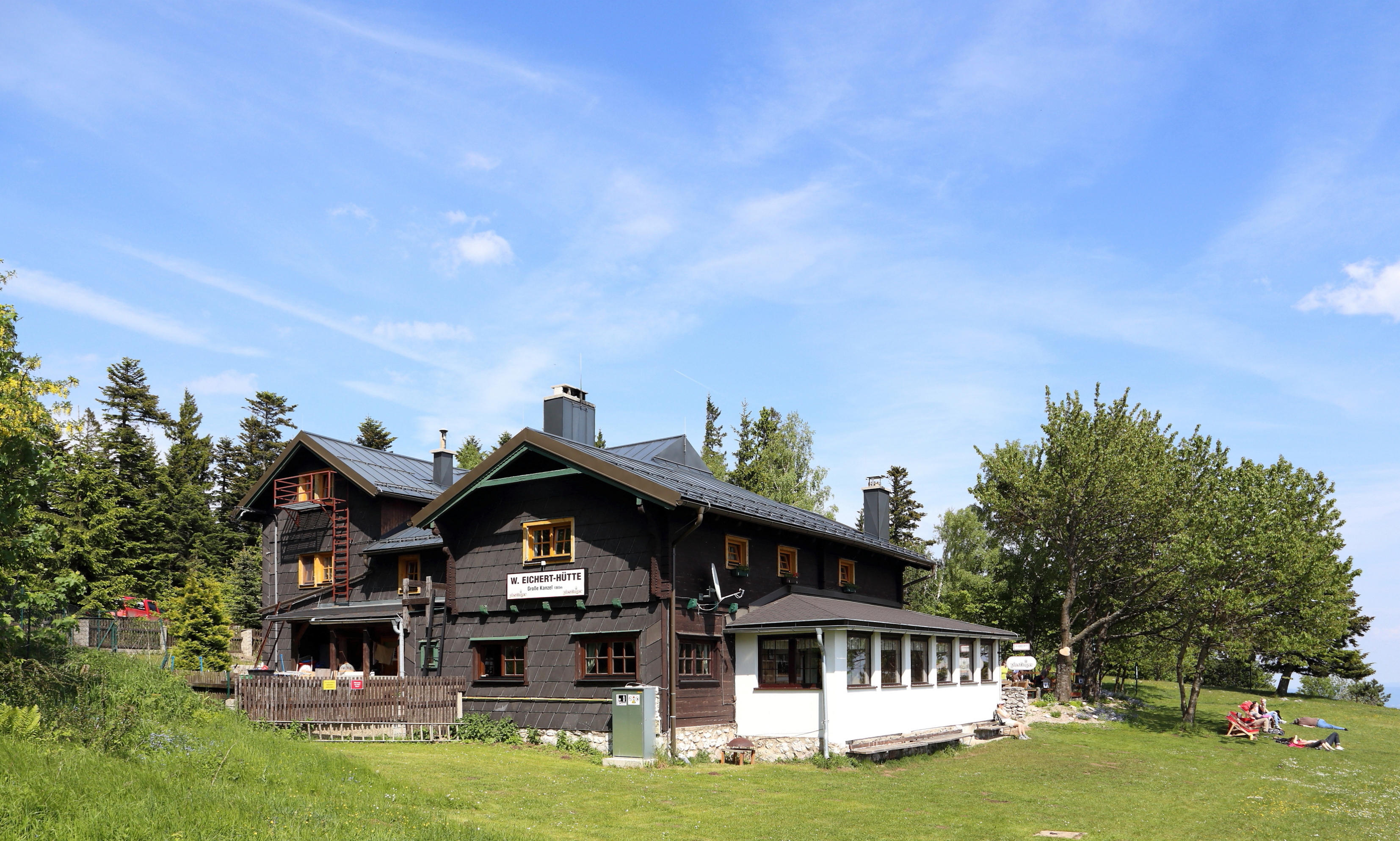
Wilhelm-Eichert-Hütte

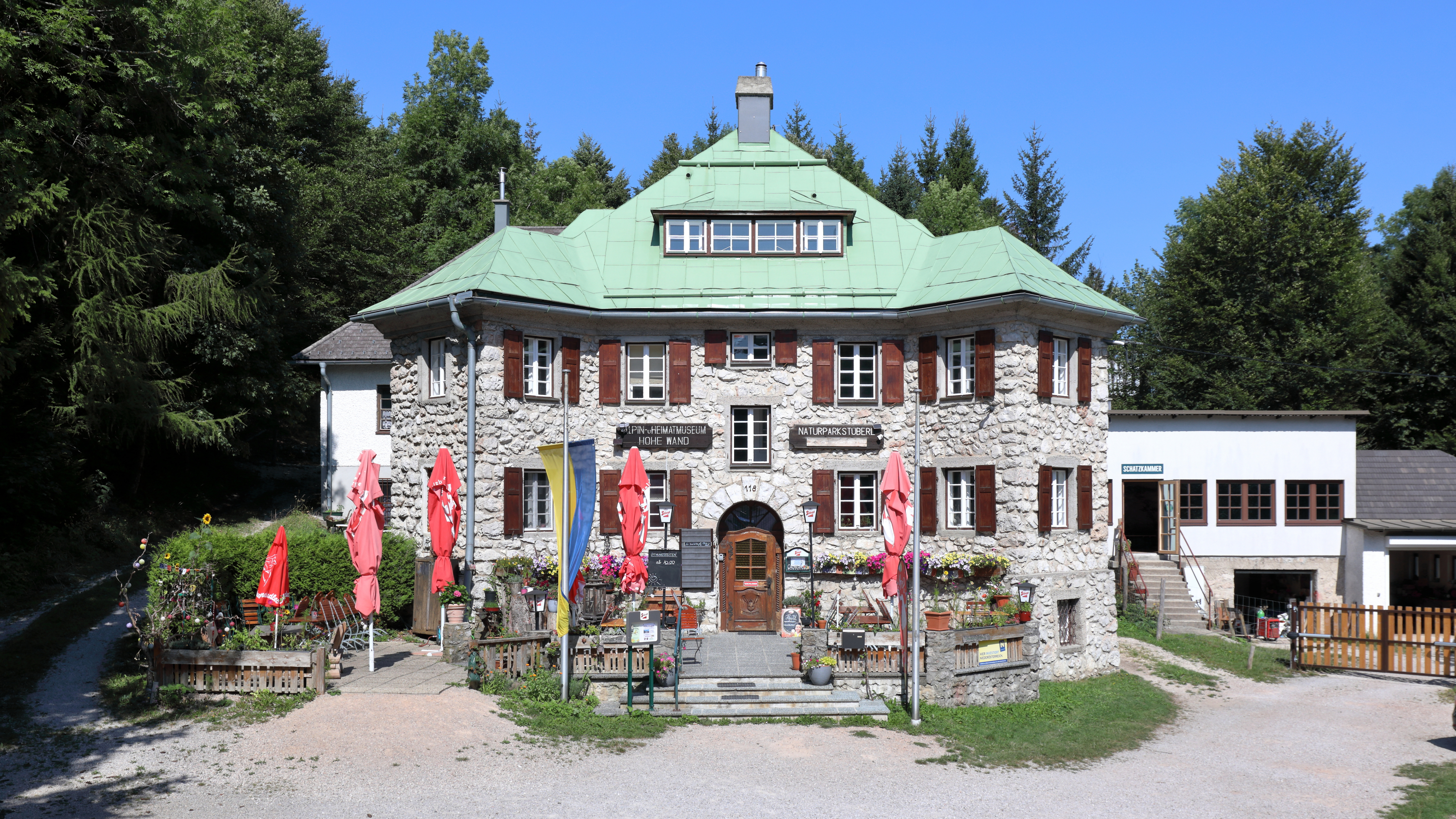
Bývalý Wiener Neustädter Haus; v současnosti muzeum s restaurací „Naturparkstüberl“

### Horské chaty
- Am Geland (1023 m)
- Almfrieden
- Plackleshaus (1132 m)
- Wilhelm Eichert Hütte (1052 m)
- Turmsteig Hütte
- Hubertushaus (946 m)
- Hochkogelhaus (932 m)
- Postl (892 m)
- Herrgottschnitzerhaus (826 m)

### Kemping
Jednoduchý kemp pro horolezce a turisty je na kraji louky pod stěnami Sonnenuhrwand u mýtné silnice.